# 熔成リン肥

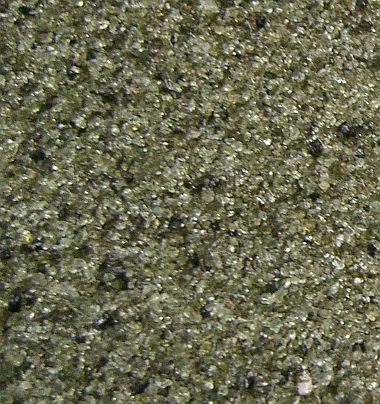
熔成リン肥

熔成リン肥（ようせいリンぴ）とは、リン酸肥料の一種。熔リン（ようりん）と略称される。「溶成-」の字も用いる。
熔成リン肥はリン酸やアルカリ分（石灰、苦土）などを含んだ、ガラス様の固溶体である。リン鉱石や蛇紋岩などを原料とし、炉で溶融し急冷破砕して作られる。通常は砂状であるが、造粒剤を用いて粒状に成形したものもある。
広義の熔成リン肥（英: fused phosphate）には様々な種類があるが、日本ではもっぱら熔成苦土リン肥（英: fused magnesium phosphate）を指し、本項もこれを扱う。熔成苦土リン肥の前身となるものは1930年代から1940年代にかけてドイツおよびアメリカで開発された。日本では春日井新一郎、中川正男らの研究により1950年に国産化され、酸性土壌や老朽化水田における土作りに好適として広まった。農林省で公式に命名される際には、「苦土」の字に当時の日之出化学工業社長・今井富之助が「土を苦しめる」と反対し、省いたという逸話がある。

## 成分
以下は日本の公定規格（平成28年4月施行）における含有成分の最小量である。
- く溶性リン酸: 17%
- アルカリ分: 40%
- く溶性苦土: 12%
- その他の成分を保証する場合の最小量
  - 可溶性ケイ酸: 20%
  - く溶性マンガン: 1%
  - く溶性ホウ素: 0.05%

その他副成分として微量の鉄、銅、コバルト、亜鉛、ホウ素などを含む。原料にホウ砂やマンガン鉱石を加え、ホウ素（B）とマンガン（Mn）を保証するものは「BMようりん」と呼ばれる。

## 性質、施肥方法
- 元肥として利用される。リン酸のほとんどが、く溶性のため緩効性であり流亡しない。
- く溶性リン酸は土壌と結合しにくいので、リン酸が土壌で無駄になることは少ない。
- 酸性土壌を矯正する。アルカリ性は強くないが、過剰な施肥は土壌のアルカリ化を招く。
- 有機JAS適合資材としても使われる（すべてではない）。